# Volksverhetzung
Volksverhetzung (pronunciación en alemán: /ˈfɔlksfɛʁˌhɛtsʊŋ/ⓘ; traducible al español como «incitación o instigación a las masas») es un concepto del derecho penal alemán que prohíbe la incitación al odio contra un sector de la población. A menudo se aplica en, aunque no se limita a, los juicios relativos a la negación del Holocausto en Alemania. El Código Penal Alemán (Strafgesetzbuch) establece que alguien es culpable de Volksverhetzung si:
La persona en modo de perturbar la paz pública:
1.incita al odio contra sectores de la población o convocatorias para acciones violentas o arbitrarias en contra de ellos, o
2.atenta contra la dignidad humana de los demás al insultar, o difama a parte de la población.
También hay disposiciones especiales para la negación del holocausto (introducidas en la década de 1990) y para los discursos que justifiquen o glorifiquen al gobierno nazi y sus acciones desde 1933 hasta 1945 (agregada recientemente).
Aunque la libertad de expresión se menciona en el artículo 5 de la Grundgesetz (Constitución alemana), lo hace sólo protegiendo el discurso no-fuera de la ley. Existen restricciones, entonces, como los insultos personales, el uso de símbolos de organizaciones anticonstitucionales, o como el propio Volksverhetzung, por ejemplo. Es un error común decir que el Volksverhetzung incluye cualquier propagación del nazismo, el racismo, o ideas discriminatorias. Para cualquier discurso punible por el Volksverhetzung, la ley exige que sea "calificado preocupante para la paz pública», ya sea por «provocar el odio contra sectores de la población» o llamando a «actos de violencia o despotismo contra ellos», o por atacar «la dignidad humana de los demás por injurias, que maliciosamente desprecian o calumnian a partes de la población».
Volksverhetzung es un delito punible con arreglo al artículo 130 del StGB (Código Penal de Alemania) y puede tener un máximo de cinco años de prisión. Volksverhetzung se castiga en Alemania aunque se haya cometido en el extranjero e incluso si es cometido por ciudadanos no alemanes, en caso de que la incitación al odio repercuta en territorio alemán, es decir, el sentimiento sedicioso se expresó por escrito o hablado alemán y fue difundido en Alemania.

## Comparación con otras legislaciones
Leyes similares existen en todo el mundo, por ejemplo:
- En el Reino Unido, la incitación al odio étnico o racial es un delito penal en virtud de las secciones 17-29 de la Ley de Orden Público de 1986 .

- En Irlanda, la ley correspondiente es la de "Prohibición de la incitación al odio».

- Una ley similar existe en Suecia, llamada "HETS folkgrupp mot» («Agitación contra un pueblo»), la sección segunda del capítulo 8 § 16a de la ley penal.

- En Uruguay, el artículo 149 del Código Penal (promovido por el exdiputado del Partido Colorado y expresidente del Comité Central Israelita Nahum Bergstein, y titulado "Incitación al odio, desprecio o violencia o comisión de estos actos contra determinadas personas») condena la incitación o los actos de violencia y/o desprecio a una o más personas por motivo de raza, color de piel, religión, origen nacional o étnico, orientación sexual o identidad sexual.